# Гринвил (Охајо)
Гринвил (енгл. Greenville) град је у америчкој савезној држави Охајо.

## Демографија
По попису из 2010. године број становника је 13.227, што је 67 (-0,5%) становника мање него 2000. године.
| Група             | 2000.          | 2010.          |
| Белци             | 12.853 (96,7%) | 12.663 (95,7%) |
| Афроамериканци    | 75 (0,6%)      | 117 (0,9%)     |
| Азијати           | 70 (0,5%)      | 92 (0,7%)      |
| Хиспаноамериканци | 152 (1,1%)     | 185 (1,4%)     |
| Укупно            | 13.294         | 13.227         |